# Фостер Сити (Калифорнија)
Фостер Сити (енгл. Foster City) град је у америчкој савезној држави Калифорнија. По попису становништва из 2010. у њему је живело 30.567 становника.

## Демографија
Према попису становништва из 2010. у граду је живело 30.567 становника, што је 1.764 (6,1%) становника више него 2000. године.
| Група             | 2000.          | 2010.          |
| Белци             | 16.090 (55,9%) | 12.829 (42,0%) |
| Афроамериканци    | 602 (2,1%)     | 576 (1,9%)     |
| Азијати           | 9.368 (32,5%)  | 13.746 (45,0%) |
| Хиспаноамериканци | 1.531 (5,3%)   | 1.995 (6,5%)   |
| Укупно            | 28.803         | 30.567         |